# John McCurdy
Pour les articles homonymes, voir McCurdy.
John McCurdy né le 13 mai 1960 à Yarrawonga en Australie est un joueur australien de tennis. En 1983, il atteint les huitièmes de finale à Wimbledon alors qu'il était lucky loser.

## Carrière
John McCurdy a grandi dans une famille de sept enfants et commence à jouer au tennis à 10 ans. Il passe par la Port Washington Tennis Academy à New-York et fréquente l'Oklahoma City University en 1978.
Il a aussi joué au football australien avec l'équipe de North Melbourne mais a dû arrêter en raison de nombreuses blessures. Il a joué au tennis en professionnel de décembre 1979 à novembre 1985.
Il eut son heure de gloire lorsqu'en 1983 il atteint les 1/8 de finale en tant que lucky loser (repêché) au tournoi de Wimbledon, ce que seuls deux autres joueurs étaient parvenus à faire mais dans des conditions particulières, en effet quand Bernard Mitton et Jaidip Mukherja ont atteint les 1/8 de finale de Wimbledon en 1973, 80 joueurs avait boycotté le tournoi. Depuis, Dick Norman a réédité l'exploit, toujours à Wimbledon en 1995. Surpris lui-même de gagner ses matchs alors qu'il comptait arrêter le tennis par manque de victoires et donc d'argent, il déclara avec humour que son meilleur coup était « Le smash lorsque son adversaire est à terre » et avant son dernier match « Je n'ai jamais joué Tim Mayotte... maintenant que j'y pense, je n'ai jamais joué personne ».
Son parcours au tournoi de Wimbledon 1983 :

Qualification :
- 1/3 : Mark Groestch - 6-3 6-0
- 2/3 : Anand Amritraj - 6-2 6-2
- 3/3 : Charlie Fancutt - 3-6 5-7 6-3 7-6 9-11 (il perd ce dernier match mais à la suite du forfait de Jimmy Arias tête de série no 10, il peut intégrer le tableau principal)

Tableau principal :
- 1/64 : Juan Avendaño (no 93) - 6-3, 6-4, 6-2
- 1/32 : Claudio Panatta (no 76) - 7-6, 6-3, 7-6
- 1/16 : Cássio Motta (no 86) - 6-0, 6-4, 3-6, 6-1
- 1/8 : Tim Mayotte (no 29) - 0-6, 2-6, 4-6

## Palmarès

### Finale en double
| No | Date       | Nom et lieu du tournoi     | Catégorie  | Dotation  | Surface         | Vainqueurs                 | Partenaire     | Score    |  |
| -- | ---------- | -------------------------- | ---------- | --------- | --------------- | -------------------------- | -------------- | -------- |  |
| 1  | 15-10-1984 | Melbourne Indoor Melbourne | Grand Prix | 150 000 $ | Moquette (int.) | Broderick Dyke Wally Masur | Peter Johnston | 6-2, 6-3 |  |

## Parcours dans les tournois duGrand Chelem

### En simple
| Année | Open d'Australie | Open d'Australie | Internationaux de France | Internationaux de France | Wimbledon     | Wimbledon   | US Open         | US Open      | Open d'Australie | Open d'Australie |
| ----- | ---------------- | ---------------- | ------------------------ | ------------------------ | ------------- | ----------- | --------------- | ------------ | ---------------- | ---------------- |
| 1982  | n.o.             | n.o.             | —                        | —                        | —             | —           | —               | —            | 3e tour (1/16)   | John Sadri       |
| 1983  | n.o.             | n.o.             | —                        | —                        | 1/8 de finale | Tim Mayotte | 1er tour (1/64) | E. Teltscher | 2e tour (1/32)   | Andy Andrews     |

N.B. : à droite du résultat se trouve le nom de l'ultime adversaire.

### En double
| Année | Open d'Australie | Open d'Australie | Internationaux de France    | Internationaux de France | Wimbledon                     | Wimbledon                 | US Open | US Open | Open d'Australie            | Open d'Australie         |
| ----- | ---------------- | ---------------- | --------------------------- | ------------------------ | ----------------------------- | ------------------------- | ------- | ------- | --------------------------- | ------------------------ |
| 1982  | n.o.             | n.o.             | —                           | —                        | 1er tour (1/32) G. Whitecross | John Lloyd D. Stockton    | —       | —       | 1/8 de finale P. Johnston   | C. Strode M. Strode      |
| 1983  | n.o.             | n.o.             | 1er tour (1/32) P. Johnston | Mel Purcell E. Teltscher | 2e tour (1/16) P. Johnston    | Kevin Curren Steve Denton | —       | —       | 1er tour (1/32) P. Johnston | Marty Davis W. Hampson   |
| 1984  | n.o.             | n.o.             | —                           | —                        | —                             | —                         | —       | —       | 1er tour (1/32) P. Johnston | C. Fancutt G. Whitecross |

N.B. : le nom du partenaire se trouve sous le résultat ; le nom des ultimes adversaires se trouve à droite.